# 2. Basketball-Bundesliga 1977/78
Die Saison 1977/1978 war die dritte Saison der 1975 eingeführten 2. Basketball-Bundesliga.

## Modus
Es wurde in zwei Gruppen Nord und Süd mit je zehn Mannschaften gespielt. Vor der Saison zogen sich in der Südstaffel die SG München und ADB Koblenz vom Spielbetrieb zurück. Während der Rückzug von Koblenz frühzeitig bekannt wurde und dafür die TG Hanau nachrückte, war der Rückzug der SG München zu kurzfristig. Die Südstaffel spielte nur mit neun Teams.
Nach einer Einfachrunde spielten die ersten vier Mannschaften einer Staffel mit den vier schlechtplatziertesten Teams der Hauptrunde der Basketball-Bundesliga eine zweigleisige Aufstiegsrunde aus. Die Punkte in der Hauptrunde werden nicht mitgenommen. Die jeweils zwei besten Teams steigen in die Basketball-Bundesliga auf bzw. verbleiben in dieser. Die sechs schlechtplatziertesten der jeweiligen Staffeln spielen auf ihre Staffel begrenzt eine Abstiegsrunde (mit Punkteübernahme aus der Hauptrunde) aus, die zwei letzten Teams steigen in die Regionalligen ab.

## Teilnehmende Mannschaften

### Gruppe Nord
- Hamburger TB 62
- DTV Charlottenburg
- FC Schalke 04
- TSV Quakenbrück
- VfL Pinneberg
- BG 74 Göttingen
- USC Münster

Aufsteiger
- CVJM Hannover
- USC Dortmund
- BG Hagen

Spielgemeinschaft aus DEK und Fichte Hagen

### Gruppe Süd
- TG Hanau

rückt trotz des Abstiegs aufgrund des Rückzuges des ADB Koblenz nach.
- Eintracht Frankfurt
- USC Heidelberg II
- SV Möhringen
- SpVgg 07 Ludwigsburg
- TV Eppelheim
- SG München

Die SG München zieht sich sehr kurz vor Saisonbeginn zurück, es gibt keinen Nachrücker.
Aufsteiger
- BG Krofdorf/Wetzlar

Spielgemeinschaft aus TSV Krofdorf-Gleiberg und TV Wetzlar
- TG Würzburg
- USC Freiburg

## Saisonverlauf

### Abschlusstabellen Hauptrunde
Nord
| Platz | Team               | Gesamt    | Gesamt |
| ----- | ------------------ | --------- | ------ |
| 1.    | USC Münster        | 1453:1273 | 32:4   |
| 2.    | FC Schalke 04      | 1673:1360 | 30:6   |
| 3.    | Hamburger TB 62    | 1465:1305 | 26:10  |
| 4.    | BG 74 Göttingen    | 1360:1265 | 20:16  |
| 5.    | CVJM Hannover (N)  | 1431:1415 | 18:18  |
| 6.    | DTV Charlottenburg | 1302:1277 | 18:18  |
| 7.    | TSV Quakenbrück    | 1478:1696 | 12:24  |
| 8.    | VfL Pinneberg      | 1335:1522 | 12:24  |
| 9.    | USC Dortmund (N)   | 1381:1450 | 10:26  |
| 10.   | BG Hagen (N)       | 1293:1507 | 2:34   |

Süd
| Platz | Team                    | Gesamt     | Gesamt |
| ----- | ----------------------- | ---------- | ------ |
| 1.    | TV Eppelheim            | 1325:1225  | 24:8   |
| 2.    | Eintracht Frankfurt     | 1327:1213  | 24:8   |
| 3.    | SV Möhringen            | 1476:1411  | 20:12  |
| 4.    | BG Krofdorf/Wetzlar (N) | 1382:1325  | 20:12  |
| 5.    | SpVgg 07 Ludwigsburg    | 1367:1235  | 16:16  |
| 6.    | TG Würzburg (N)         | 1366:1386  | 14:18  |
| 7.    | USC Heidelberg II       | 1090:1210  | 12:20  |
| 8.    | TG Hanau                | 1373:1483  | 10:22  |
| 9.    | USC Freiburg (N)        | 1204:14223 | 4:28   |

### Aufstiegsrunden
Nord
Aus der Basketball-Bundesliga nahmen der SSC Göttingen und die TuS Aschaffenburg-Damm teil.
| Platz | Team                   | Gesamt  | Gesamt |
| ----- | ---------------------- | ------- | ------ |
| 1.    | SSC Göttingen          | 962:738 | 18:2   |
| 2.    | TuS Aschaffenburg-Damm | 846:731 | 16:4   |
| 3.    | FC Schalke 04          | 925:874 | 12:8   |
| 4.    | USC Münster            | 774:908 | 6:14   |
| 5.    | BG 74 Göttingen        | 731:884 | 4:16   |
| 6.    | Hamburger TB 62        | 745:868 | 4:16   |

Süd
Aus der Basketball-Bundesliga nahmen der Post SV Bayreuth und der 1. FC Bamberg teil.
| Platz | Team                    | Gesamt  | Gesamt |
| ----- | ----------------------- | ------- | ------ |
| 1.    | Post SV Bayreuth        | 982:778 | 18:2   |
| 2.    | 1. FC Bamberg           | 923:762 | 18:2   |
| 3.    | BG Krofdorf/Wetzlar (N) | 821:875 | 10:10  |
| 4.    | TV Eppelheim            | 786:845 | 10:10  |
| 5.    | Eintracht Frankfurt     | 824:874 | 2:18   |
| 6.    | SV Möhringen            | 743:935 | 2:18   |

### Abstiegsrunden
Grundsätzlich war es erforderlich, dass fünf Mannschaften absteigen, da die Meister der fünf Regionalligen in die 2. Bundesliga aufsteigen durften. Durch den kurzfristigen Rückzug der SG München mussten nur vier Mannschaften sportlich absteigen.
Nord
| Platz | Team               | Gesamt *   | Gesamt * |
| ----- | ------------------ | ---------- | -------- |
| 1.    | CVJM Hannover (N)  | 1718:14:29 | 32:8     |
| 2.    | DTV Charlottenburg | 1574:1457  | 24:16    |
| 3.    | VfL Pinneberg      | 1592:1635  | 20:20    |
| 4.    | BG Hagen (N)       | 1626:1593  | 18:22    |
| 5.    | USC Dortmund (N)   | 1549:1619  | 16:24    |
| 6.    | TSV Quakenbrück    | 1560:1886  | 10:30    |

Süd
| Platz | Team                 | Gesamt *  | Gesamt * |
| ----- | -------------------- | --------- | -------- |
| 1.    | SpVgg 07 Ludwigsburg | 1718:1429 | 24:8     |
| 2.    | TG Hanau             | 1400:1394 | 20:12    |
| 3.    | TG Würzburg (N)      | 1316:1276 | 14:14    |
| 4.    | USC Heidelberg II    | 1099:1162 | 12:20    |
| 5.    | USC Freiburg (N)     | 1174:1381 | 6:26     |

 * Es wurden alle Ergebnissen der Hauptrunde in die Abstiegsrunde mitgenommen, die gegen die Teilnehmer der Abstiegsrunde erzielt wurden.
Nach dem Abstieg spielten aufgrund rechtlicher Vorgaben des DBB keine zweiten Mannschaften der Vereine mehr in der 2. Basketball-Bundesliga.